# Huda Jama
Huda Jama je naselje u sastavu općine Laško u Sloveniji. Blizu naselja nalazi se rudnik Huda jama. U sklopu rudnika je Barbarin rov u kojemu je 2009. godine pronađena masovna grobnica. 

### Masovni zločin iz 1945. godine
Huda Jama je jedno od brojnih mjesta na kojima se nalaze žrtve poslijeratnih masovnih ubojstva jugokomunista. U rudniku je slovenska državna komisija do kraja 2009. pronašla posmrtne ostatke 726 ubijenih bez prostrijelnih rana, za koje se stoga zaključuje da su vezani i potom živi zazidani u rudniku. U daljnjim ekshumacijama 2016. godine pronađeno je još 647 tijela, tj. ukupno 1416 žrtava. Među ekshumiranim žrtvama ima oko 10 posto žena. Slovenski publicist Roman Leljak u knjizi Huda jama - strogo čuvana tajna iz 2015. godine iznosi da su zarobljeni vojnici i civili dovođeni su na stratište u vremenu od 25. svibnja do 6. lipnja 1945. godine. Poznato je da su partizani bacali žive ljude u jamu i onda na njih bacali ručne bombe.

## Vanjske poveznice
- pobijeni.info  Arhivirana inačica izvorne stranice od 9. srpnja 2010. (Wayback Machine)
- rtv slo, slovenski
- der standard, njem.
- dailymail, engl.
- Jože Dežman: Vrijeme je da se žrtve iz Hude Jame dostojno pokopaju